# 29 Pułk Piechoty Honwedu
29 Pułk Piechoty Honwedu (HonvIR 29, HIR.29) – pułk piechoty królewsko-węgierskiej Obrony Krajowej.  
Pułk został utworzony w 1886 roku. Okręg uzupełnień – Budapeszt i Jászberény. 
Kolory pułkowe: szary (niem. schiefergrau), guziki złote. Skład narodowościowy w 1914 roku 91% – Węgrzy. 
Komenda pułku oraz I i II batalion stacjonowały w Budapeszcie, natomiast III batalion w Jászberény (niem. Jaßbring).
W 1914 roku wszystkie bataliony walczyły na froncie bałkańskim. Bataliony wchodziły w skład 79 Brygady Piechoty Honwedu należącej do 40 Dywizji Piechoty Honwedu, a ta z kolei do XVI Korpusu 6 Armii.

## Dowódcy pułku
- płk Josef Ehmann (1914[3])